# Agustín Quesada Gómez
Agustín Quesada Gómez (Saragossa, 1931 - Madrid, 13 de març de 2020) fou un militar espanyol que participà en missions internacionals i fou capità general de la Regió Militar Llevant.
Abans d'ascendir a general de divisió en 1988 va ser agregat militar de l'Ambaixada espanyola a Londres i ha treballat al Centre Superior d'Estudis de la Defensa Nacional. També ha estat director de l'Acadèmia d'Enginyers de l'Exèrcit de Terra i governador militar de Valladolid. En 1989 fou proposat pel govern espanyol cap del contingent militar del Grup d'Observadors de les Nacions Unides a Centreamèrica, amb un contingent de 48 militars espanyols, el primer cop que un militar espanyol dirigia una operació de les Nacions Unides. Dos anys més tard se'n faria càrrec el general espanyol Víctor Suanzes Pardo. El 29 de novembre de 1991 va ascendir a tinent general. i fou nomenat Capità general de la Regió Militar Llevant. Durant el seu mandat va participar en les processons de la Mare de Déu dels Desemparats, reanomenada generalíssima de la ciutat i del regne. Ocupà el càrrec fins que va passar a la reserva el 17 de maig de 1995.

## Obres
- El Real Cuerpo de Ingenieros del ejército en la Guerra de la Independencia, 1808-1814 (2009) ISBN 978-8497814775
- Historia del arma de ingenieros : abriendo camino (2010) ISBN 9788497816557